# 제75회 골든 글로브상
제75회 골든 글로브상은 2017년 상영된 영화 중 가장 뛰어난 영화를 수상하기 위해 2018년 1월에 열린 시상식이다. 사회자는 세스 마이어스이다.

## 수상 및 후보

### 세실 B. 데밀 상
- 오프라 윈프리 수상

### 작품상-드라마
- 쓰리 빌보드 - 마틴 맥도나 수상
- 덩케르크 - 크리스토퍼 놀란
- 더 포스트 - 스티븐 스필버그
- 셰이프 오브 워터: 사랑의 모양 - 기예르모 델 토로
- 콜 미 바이 유어 네임 - 루카 구아다니노

### 여우주연상-드라마
- 쓰리 빌보드 - 프란시스 맥도맨드 수상
- 몰리스 게임 - 제시카 차스테인
- 셰이프 오브 워터: 사랑의 모양 - 샐리 호킨스
- 더 포스트 - 메릴 스트립
- 올 더 머니 - 미셸 윌리엄스

### 남우주연상-드라마
- 다키스트 아워 - 게리 올드만 수상
- 콜 미 바이 유어 네임 - 티모시 샬라메
- 팬텀 스레드 - 다니엘 데이 루이스
- 더 포스트 - 톰 행크스
- 이너 시티 - 덴젤 워싱턴

### 작품상-뮤지컬코미디
- 레이디 버드 - 그레타 거윅 수상
- 더 디제스터 아티스트 - 제임스 프랭코
- 겟 아웃 - 조던 필
- 위대한 쇼맨 - 마이클 그레이시
- 아이, 토냐 - 크레이그 질레스피

### 여우주연상-뮤지컬코미디
- 레이디 버드 - 시얼샤 로넌 수상
- 빅토리아 & 압둘 - 주디 덴치
- 레저 시커 - 헬렌 미렌
- 아이, 토냐 - 마고 로비
- 빌리 진 킹: 세기의 대결 - 엠마 스톤

### 남우주연상-뮤지컬코미디
- 더 디제스터 아티스트 - 제임스 프랭코 수상
- 빌리 진 킹: 세기의 대결 - 스티브 카렐
- 베이비 드라이버 - 안셀 엘고트
- 위대한 쇼맨 - 휴 잭맨
- 겟 아웃 - 다니엘 칼루야

### 여우조연상
- 아이, 토냐 - 앨리슨 제니 수상
- 다운사이징 - 홍 차우
- 레이디 버드 - 로리 멧칼프
- 셰이프 오브 워터: 사랑의 모양 - 옥타비아 스펜서
- 머드바운드 - 메리 제이 블라이즈

### 남우조연상
- 쓰리 빌보드 - 샘 록웰 수상
- 플로리다 프로젝트 - 윌렘 대포
- 콜 미 바이 유어 네임 - 아미 해머
- 셰이프 오브 워터: 사랑의 모양 - 리차드 젠킨스
- 올 더 머니 - 크리스토퍼 플러머

### 장편애니메이션상
- 코코 - 리 언크리치 수상
- 더 브레드위너 - 노라 트메이
- 페르디난드 - 카를로스 살다나
- 러빙 빈센트 - 도로타 코비엘라 외 1명
- 보스 베이비 - 톰 맥그라스

### 외국어 영화상
- 인 더 페이드 - 파티 아킨 수상
- 판타스틱 우먼 - 세바스찬 렐리오
- 그들이 아버지를 죽였다: 캄보디아 딸이 기억한다 - 안젤리나 졸리
- 러브리스 - 안드레이 즈비아긴체프
- 더 스퀘어 - 루벤 외스틀룬드

### 감독상
- 셰이프 오브 워터: 사랑의 모양 - 기예르모 델 토로 수상
- 쓰리 빌보드 아웃사이드 에빙, 미주리 - 마틴 맥도나
- 덩케르크 - 크리스토퍼 놀란
- 올 더 머니 - 리들리 스콧
- 더 포스트 - 스티븐 스필버그

### 각본상
- 쓰리 빌보드 - 마틴 맥도나 수상
- 셰이프 오브 워터: 사랑의 모양 - 기예르모 델 토로
- 레이디 버드 - 그레타 거윅
- 더 포스트 - 리즈 한나 외 1명
- 몰리스 게임 - 아론 소킨

### 음악상
- 셰이프 오브 워터: 사랑의 모양 - 알렉상드르 데스플라 수상
- 쓰리 빌보드 - 카터 버웰
- 팬텀 스레드 - 조니 그린우드
- 더 포스트 - 존 윌리엄스
- 덩케르크 - 한스 짐머

### 주제가상
- 위대한 쇼맨 - This Is Me 수상
- 페르디난드 - Home
- 머드바운드 - Mighty River
- 코코 - Remember Me
- 더 크리스마스 - The Star

### 작품상-TV 드라마
- 핸드메이즈 테일 수상
- 왕좌의 게임
- 기묘한 이야기
- 디스 이즈 어스
- 더 크라운

### 여우주연상-TV 드라마
- 핸드메이즈 테일 - 엘리자베스 모스 수상
- 아웃랜더 - 케이트리오나 발피
- 더 크라운 - 클레어 포이
- 더 듀스 - 매기 질렌할
- 루머의 루머의 루머 - 캐서린 랭포드

### 남우주연상-TV 드라마
- 디스 이즈 어스 - 스털링 K. 브라운 수상
- Ozark - 제이슨 베이트먼
- The Good Doctor - 프레디 하이모어
- 베터 콜 사울 - 밥 오덴커크
- 레이 도노반 - 리브 슈라이버

### 작품상-TV 뮤지컬,코미디
- The Marvelous Mrs. Maisel 수상
- 블랙키시
- 마스터 오브 논
- Smilf
- 윌 & 그레이스

### 여우주연상-TV 뮤지컬,코미디
- The Marvelous Mrs. Maisel - 레이첼 브로스나한 수상
- 베러 씽즈 - 파멜라 애들론
- GLOW - 알리슨 브리
- 인시큐어 - 잇사 레이
- Smilf - 프란시스 쇼

### 남우주연상-TV 뮤지컬,코미디
- 마스터 오브 논 - 아지즈 안사리 수상
- 아이 러브 딕 - 케빈 베이컨
- 쉐임리스 - 윌리암 H. 머시
- 윌 & 그레이스 - 에릭 맥코맥
- 블랙키시 - 안소니 앤더슨

### 작품상-TV 미니시리즈,영화
- 빅 리틀 라이즈 수상
- 파고
- Feud: Bette And Joan
- The Sinner
- 탑 오브 더 레이크

### 여우주연상-TV 미니시리즈,영화
- 빅 리틀 라이즈 - 니콜 키드먼 수상
- Feud: Bette And Joan - 제시카 랭
- Feud: Bette And Joan - 수잔 서랜든
- 빅 리틀 라이즈 - 리즈 위더스푼
- The Sinner - 제시카 비엘

### 남우주연상-TV 미니시리즈,영화
- 파고 - 이완 맥그리거 수상
- 더 위저드 오브 라이스 - 로버트 드 니로
- 젊은 교황 - 주드 로
- 트윈 픽스 - 카일 맥라클란
- 지니어스 - 제프리 러쉬

### 여우조연상-TV
- 빅 리틀 라이즈 - 로라 던 수상
- 핸드메이즈 테일 - 앤 도드
- 디스 이즈 어스 - 크리시 메츠
- 더 위저드 오브 라이스 - 미셸 파이퍼
- 빅 리틀 라이즈 - 쉐일린 우들리

### 남우조연상-TV
- 빅 리틀 라이즈 - 알렉산더 스카스가드 수상
- 기묘한 이야기 - 데이빗 하버
- Feud: Bette And Joan - 알프리드 몰리나
- 미스터 로봇 - 크리스찬 슬레이터
- 파고 - 데이빗 듈리스

## 같이 보기
- 제90회 아카데미상
- 제45회 애니상
- 제71회 영국 아카데미 영화상
- 제38회 골든 래즈베리상
- 제24회 미국 배우 조합상